# Lomagna
Lomagna é uma comuna italiana da região da Lombardia, província de Lecco, com cerca de 4.068 habitantes. Estende-se por uma área de 3 km², tendo uma densidade populacional de 1356 hab/km². Faz fronteira com Carnate (MI), Casatenovo, Missaglia, Osnago, Usmate Velate (MI).

## Demografia
| Variação demográfica do município entre 1861 e 2011                               |
|                                                                                   |
| Fonte: Istituto Nazionale di Statistica (ISTAT) - Elaboração gráfica da Wikipedia |